# Veszprémi SzC Ipari Technikum
A Veszprémi SzC Ipari Technikum egy veszprémi szakközépiskola, amely a Veszprémi Szakképzési Centrumba tartozik. Címe: Iskola u. 4.

## Története
Az iskola 1949-ben épült.
Az épület bizonyos részei már az iskolai működésének megkezdése előtt álltak, a laborszárny, a főépület és a híradószárny kis része. Az első tanév az 1949-50-es volt, Láng Kálmán igazgatóval. Az egyetlen szak ekkor a vegyipar volt, ezért 17-es számú Ipari Gimnázium Vegyipari Tagozatnak hívták az intézményt.
A '70-es években épült hozzá az informatikai szárny, amelyben a rajzterem is megtalálható volt, amely most a mechatronika terem. Ebben az időszakban az iskola igazgatója Erdősi László volt, és megjelent a fémipari szak is.
A '90-es években jelentősen kibővült a híradószárny az 1981-ben indult híradó szak miatt, ezért az iskola neve Alumíniumipari, Vegyipari és Híradástechnikai Szakközépiskola volt. Ekkor Sándor László volt az iskola igazgatója. Az alumíniumipari szakon kívül más nem volt elérhető az évtized végére.
A 2000-es években jelentek meg a mai szakok. 2008-ban az igazgató Irányi László lett. A 2010-es években megszűnt a híradó szak, a helyét a szoftverfejlesztő és -tesztelő szak vette át, valamint megjelent a mechatronika szak és a kisgyermekgondozó szak.

## Szakok
Mechatronika, gépészet, szoftverfejlesztés, vegyészet, műanyagfeldolgozás, környezetvédelem, kisgyermekgondozás és -nevelés.